# Yasmine Pierards
Yasmine Pierards (Zoutleeuw, 2 juli 1997) is een Belgische mediapersoonlijkheid. In 2018 werd ze bekend door haar deelname aan Temptation Island. Hierna verscheen ze in verschillende televisieprogramma's.

## Carrière
In 2014 nam Pierards deel aan Miss Exclusive en in 2015 aan Miss Vlaams-Brabant. Ze nam als verleidster deel aan Temptation Island 2018. Door haar bekendheid werd ze social influencer. Haar plastische ingrepen kwamen ook in de media. In najaar 2018 was ze op VIJF te zien in Oh My God en op MTV Nederland en MTV Vlaanderen in Ex on the Beach: Double Dutch.
In 2025 was Pierards te zien als een van de kandidaten van het Prime Video-programma Hakken over de sloot.

## Televisie
| Jaar      | Productie                               | Opmerkingen                  |
| --------- | --------------------------------------- | ---------------------------- |
| 2018      | Temptation Island                       | Verleidster                  |
| 2018      | Oh My God                               |                              |
| 2018-2019 | Ex on the Beach: Double Dutch           | Ex van Mezdi                 |
| 2019      | Ex on the Beach: Double Dutch All Stars | All star editie als original |
| 2025      | Hakken over de sloot                    | Vertrok vrijwillig           |